# الشواحذة (حفاش)

تعديل مصدري - تعديل

الشواحذة هي إحدى قرى عزلة بني مأمون بمديرية حفاش التابعة لمحافظة المحويت، بلغ تعداد سكانها 202 نسمة حسب تعداد اليمن لعام 2004.